# Línea 9 (EMT Madrid)
La línea 9 de la EMT de Madrid une Sol / Sevilla con Hortaleza.

## Características
Esta línea radial conecta el distrito Centro con un distrito periférico como es Hortaleza, siendo una de las líneas de este distrito que más se acerca a la Puerta del Sol, junto con la línea 53. La denominación de la línea ha pasado de ser originalmente Carrera de San Jerónimo - U.V.A. Hortaleza a Sevilla - Hortaleza. Sin embargo, el recorrido apenas ha cambiado desde que la EMT crease esta línea, prolongándose para adentrarse más en el distrito de Hortaleza. Originalmente, su recorrido finalizaba en la intersección de las calles de López de Hoyos y Arturo Soria, donde hoy tiene la cabecera la línea 53. Posteriormente, y tras manifestaciones de los vecinos, la EMT decidió ampliar su recorrido hasta la cabecera que mantiene hoy en día.
En sus primeros años, esta línea circulaba en sentido Sevilla por el paseo del Prado, desde Cibeles a Neptuno, y subía por la Carrera de San Jerónimo, donde tenía su cabecera junto a la puerta principal del Congreso de los Diputados. Se movió a la ubicación actual por motivos de seguridad y tras la reordenación del sentido de circulación de las calles del entorno. El 29 de octubre de 2005 trasladó el emplazamiento de su cabecera de la C/ Cedaceros a C/ Alcalá, 37 pasando a denominarse: "9 Sevilla - Hortaleza".
Esta línea cubre la mayor parte de la calle de López de Hoyos y su recorrido coincide en buena parte con el de la línea 72, desde la avenida de Alfonso XIII hasta la plaza de Los Santos de la Humosa, además de coincidir también con la línea 73, desde la intersección de las calles López de Hoyos y Príncipe de Vergara hasta Pinar del Rey. A diferencia de las dos anteriores, la línea 9 presta servicio al barrio de Santa María y a la Unidad Vecinal de Absorción (U.V.A.) de Hortaleza, mientras la línea 72 presta servicio al casco antiguo de Hortaleza y el barrio de San Lorenzo y la línea 73 al barrio de Canillas. La línea tiene circuito neutralizado dentro de Hortaleza (Mar de las Antillas > Santa Adela > Santa Susana).
En diciembre de 2021, cambia el nombre de la cabecera de Sevilla por "Sol / Sevilla".

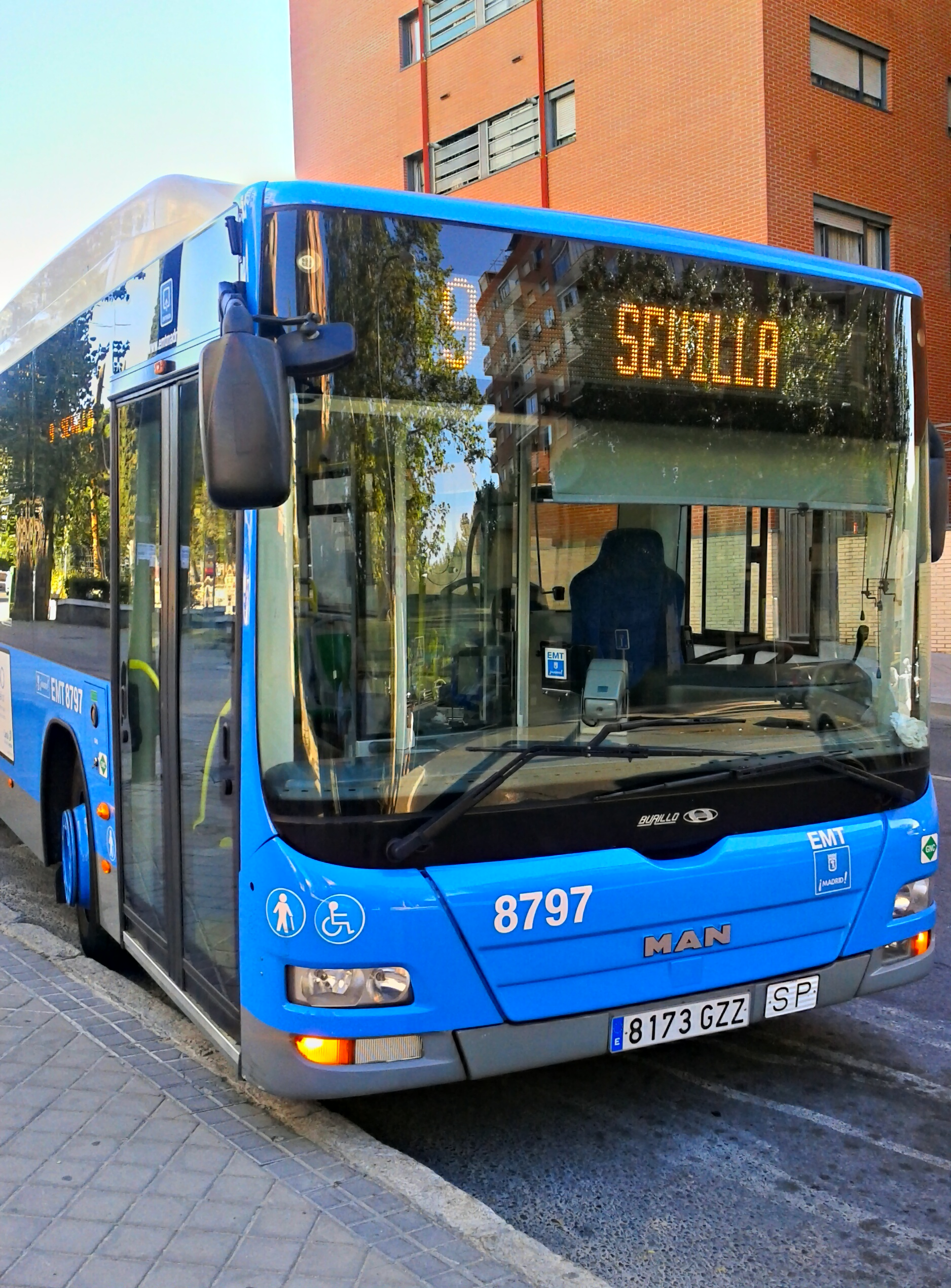
Autobús MAN Burillo GNC en la línea 9.

### Frecuencias
| Lunes a viernes laborables |               |
| De 6:00 a 7:00             | 6-12 minutos  |
| De 7:00 a 20:00            | 5-8 minutos   |
| De 20:00 a 23:00           | 7-16 minutos  |
| Sábados laborables         |               |
| De 6:00 a 9:00             | 11-19 minutos |
| De 9:00 a 22:00            | 10-13 minutos |
| De 22:00 a 23:00           | 12-18 minutos |
| Domingos y festivos        |               |
| De 7:00 a 10:00            | 13-25 minutos |
| De 10:00 a 20:00           | 12-16 minutos |
| De 20:00 a 23:00           | 15-25 minutos |

## Recorrido y paradas

### Sentido Hortaleza
La línea inicia su recorrido en la calle Virgen de los Peligros, girando a la derecha por la Gran Vía, que recorre sentido bajada hasta salir a la calle de Alcalá.
Por la calle de Alcalá baja hasta la Plaza de Cibeles, la atraviesa, después pasa junto a la Puerta de Alcalá (Plaza de la Independencia) para poco después girar por la calle Velázquez, penetrando en el corazón del distrito de Salamanca.
Recorre esta calle hasta la intersección con la calle López de Hoyos, donde gira a la derecha para incorporarse a la misma recorriéndola a su paso por el barrio de Prosperidad hasta llegar a la intersección con la calle Padre Claret, donde gira a la izquierda para desembocar en la avenida de Ramón y Cajal, por la que cruza sobre la M-30, desviándose poco después a la izquierda por la calle López de Hoyos de nuevo.
A partir de aquí la línea recorre toda la calle López de Hoyos hasta el final en Hortaleza, donde continúa por la calle Mar Caspio.
Poco después, gira a la izquierda para subir por la calle Mar de las Antillas hasta su cruce con Santa Adela, donde acaba su recorrido.
| Código | Parada                                      | Común con                 | Conexiones con Metro | Otros |
| ------ | ------------------------------------------- | ------------------------- | -------------------- | ----- |
| 2559   | VIRGEN DE LOS PELIGROS-CABALLERO DE GRACIA  | 002                       | Sevilla              |       |
| 90     | Círculo de Bellas Artes                     | 52 146 001                |                      |       |
| 70     | Cibeles                                     | 1 2 15 20 51 52 74 146    | Banco de España      |       |
| 162    | Puerta de Alcalá-Retiro                     | 1 2 15 19 20 51 52 74 146 | Retiro               |       |
| 423    | Velázquez-Villanueva                        | 1 19 51 74                |                      |       |
| 424    | Velázquez-Goya                              | 1 19 51 74                | Velázquez            |       |
| 425    | Velázquez-Ayala                             | 1 19 51 74                |                      |       |
| 426    | Velázquez-Ortega y Gasset                   | 1 19 51 74                |                      |       |
| 427    | Velázquez-Juan Bravo                        | 19 51                     | Núñez de Balboa      |       |
| 428    | Velázquez-Diego de León                     | 19 51                     |                      |       |
| 5377   | Velázquez-María de Molina                   | 19 51                     |                      |       |
| 2007   | Glorieta López de Hoyos                     |                           |                      |       |
| 2009   | López de Hoyos-Príncipe de Vergara          | 73                        |                      |       |
| 2011   | López de Hoyos-Cartagena                    | 73                        |                      |       |
| 2013   | Prosperidad                                 | 73                        | Prosperidad          |       |
| 2015   | López de Hoyos-Cardenal Silíceo             | 73                        |                      |       |
| 2017   | López de Hoyos-Pantoja                      | 73                        |                      |       |
| 2020   | Metro Alfonso XIII                          | 73                        | Alfonso XIII         |       |
| 4721   | López de Hoyos-Padre Claret                 | 72 73                     |                      |       |
| 2022   | Padre Claret-Ramón y Cajal                  | 72 73                     |                      |       |
| 408    | Avenida de la Paz                           | 72 73 120                 | Avenida de la Paz    |       |
| 2024   | López de Hoyos-Clínica San Juan de Dios     | 53 72 73                  |                      |       |
| 2026   | López de Hoyos-Arturo Soria                 | 72 73                     |                      |       |
| 2027   | López de Hoyos-Navarro Amandi               | 72 73                     |                      |       |
| 2029   | Junta Municipal de Hortaleza                | 72                        |                      |       |
| 3927   | Luis Rosales                                | 72                        |                      |       |
| 2033   | López de Hoyos-Gran Vía de Hortaleza        | 72                        |                      |       |
| 2035   | López de Hoyos-Ángel Luis Herrán            | 72                        |                      |       |
| 2037   | Santos de la Humosa                         | 72                        |                      |       |
| 1846   | Mar Caspio                                  | 72 107                    |                      |       |
| 1848   | Mar de las Antillas-Mar Negro               | 107                       |                      |       |
| 2039   | Mar de las Antillas-Santa Susana            |                           |                      |       |
| 3350   | Mar de las Antillas-Abarzuza                |                           |                      |       |
| 2043   | HORTALEZA (C/ Mar de las Antillas-Abizanda) |                           |                      |       |

### Sentido Sol / Sevilla
La línea inicia su recorrido en la calle Santa Adela, desde la cual gira a la izquierda para incorporarse a la calle Santa Susana, por la que vuelve hacia la calle Mar de las Antillas, circulando por la misma.
Desde este punto el recorrido es igual al de la ida exceptuando la intersección de López de Hoyos y Arturo Soria, donde circula por Navarro Amandi y Arturo Soria volviendo a girar para continuar por López de Hoyos y en vez de circular por Padre Claret circula por la Avenida de Alfonso XIII.
Al pasar la intersección de López de Hoyos y Francisco Silvela, la línea se mete por la calle Pedro de Valdivia en sentido sur, a través de la cual sale a Serrano, donde gira a la izquierda para incorporarse a la misma recorriéndola hasta llegar a la Puerta de Alcalá, girando a la derecha para incorporarse a la calle de Alcalá.
Al tomar la calle de Alcalá atraviesa la Plaza de Cibeles, pasa la intersección con la Gran Vía y gira por la calle Virgen de los Peligros, donde acaba su recorrido unos metros antes del cruce con la Gran Vía.
| Código | Parada                                      | Común con                                       | Conexiones con Metro | Otros |
| ------ | ------------------------------------------- | ----------------------------------------------- | -------------------- | ----- |
| 2043   | HORTALEZA (C/ Mar de las Antillas-Abizanda) |                                                 |                      |       |
| 2042   | Santa Adela-Santa Susana                    |                                                 |                      |       |
| 2041   | Parque Santa María                          |                                                 |                      |       |
| 2040   | Santa Susana                                |                                                 |                      |       |
| 2560   | Mar de las Antillas-Santa Susana            | 107                                             |                      |       |
| 1849   | Mar de las Antillas-Mar Negro               | 107                                             |                      |       |
| 1847   | Mar Caspio                                  | 72 107                                          |                      |       |
| 2038   | Santos de la Humosa                         | 72                                              |                      |       |
| 2036   | López de Hoyos-Ángel Luis Herrán            | 72                                              |                      |       |
| 2034   | López de Hoyos-Gran Vía de Hortaleza        | 72                                              |                      |       |
| 3928   | Luis Rosales                                | 72                                              |                      |       |
| 2030   | Junta Municipal de Hortaleza                | 72                                              |                      |       |
| 4538   | López de Hoyos-Navarro Amandi               | 72 73                                           |                      |       |
| 218    | Arturo Soria-López de Hoyos                 | 11 70 72 73                                     |                      |       |
| 2025   | López de Hoyos-Clínica San Juan de Dios     | 53 72 73                                        |                      |       |
| 409    | Avenida de la Paz                           | 72 73 120                                       | Avenida de la Paz    |       |
| 462    | Padre Claret-Ramón y Cajal                  | 72 73 120                                       |                      |       |
| 310    | Alfonso XIII-Pradillo                       | 40 43 72 73                                     |                      |       |
| 2021   | Metro Alfonso XIII                          | 73                                              | Alfonso XIII         |       |
| 2018   | López de Hoyos-Pantoja                      | 73                                              |                      |       |
| 2016   | López de Hoyos-Cardenal Silíceo             | 73                                              |                      |       |
| 2014   | Prosperidad                                 | 73                                              | Prosperidad          |       |
| 2012   | López de Hoyos-Cartagena                    | 73                                              |                      |       |
| 2010   | López de Hoyos-Príncipe de Vergara          | 73                                              |                      |       |
| 2008   | Glorieta López de Hoyos                     |                                                 |                      |       |
| 2006   | Pedro de Valdivia                           |                                                 |                      |       |
| 446    | Serrano-María de Molina                     | 16 19 51                                        |                      |       |
| 447    | Serrano-Diego de León                       | 16 19 51                                        |                      |       |
| 448    | Serrano-Maldonado                           | 19 51                                           |                      |       |
| 4710   | Serrano-Juan Bravo                          | 19 51                                           |                      |       |
| 449    | Serrano-Ortega y Gasset                     | 1 19 51 74                                      |                      |       |
| 451    | Metro Serrano                               | 1 19 51 74                                      | Serrano              |       |
| 452    | Museo Arqueológico                          | 1 19 51 74                                      |                      |       |
| 161    | Puerta de Alcalá                            | 1 2 15 20 51 52 74 146                          | Retiro               |       |
| 69     | Cibeles                                     | 1 2 15 20 51 52 53 74 146 Exprés Aeropuerto 001 | Banco de España      |       |
| 2559   | VIRGEN DE LOS PELIGROS-CABALLERO DE GRACIA  | 002                                             | Sevilla              |       |

## Galería de imágenes

Mapa zonal de la estación de metro de Serrano con los recorridos de las líneas de autobuses, entre las que aparece el 9.
Mapa zonal de la estación de metro de Velázquez con los recorridos de las líneas de autobuses, entre las que aparece el 9.
Mapa zonal de la estación de metro de Núñez de Balboa con los recorridos de las líneas de autobuses, entre las que aparece el 9.
Mapa zonal de la estación de metro de Prosperidad con los recorridos de las líneas de autobuses, entre las que aparece el 9.